# Boér Elek (jogász, 1899–1954)
Boér Elek (Kolozsvár, 1899. szeptember 13. — Újfehértó, 1954. június 28.) magyar jogtudós, közgazdász, egyetemi tanár. A Magyar Tudományos Akadémia levelező tagja 1941-1949 közt, tagságát posztumusz 1989-ben kapta vissza. Kutatási területe pénzelmélet, közgazdaságtan.

## Életpályája
Jogász családból származott, apja id. Boér Elek jeles jogtudós, jogpolitikus és egyetemi tanár volt. Jogtudományi tanulmányait a kolozsvári és a szegedi egyetemen végezte 1918 és 1922 közt. Sub auspiciis gubernatoris  államtudományi oklevelét 1922-ben kapta kézhez Szegeden. 1922-1929-ig a Hazai Bank titkára volt. 1929-ben magántanári kinevezést kapott a szegedi egyetemen. A Közgazdaságtani és a Pénzügytani Tanszéken oktatott 1929-től 1949-ig. A második bécsi döntés után a Kolozsvári Magyar Királyi Ferenc József Tudományegyetem 1940. október 19-én visszaköltözött Szegedről Kolozsvárra, akkor ifj. Boér Elek is visszament nyilvános rendkívüli tanári minőségben, egyetemi tanári kinevezést 1943. január 13-án kapott még mindig Kolozsvárt. A vesztes háború után 1945. december 13-án tért vissza a szegedi egyetemre, ahol a Közgazdaságtani és a Pénzügytani Tanszék tanszékvezető egyetemi tanára volt 1945-1949-ig. Számos kötetet és szakcikket publikált. Szakcikkei magyar és német szakfolyóiratokban jelentek meg.
1949-ben derékba tört pályája, a Rákosi-korszak áldozata lett, a szegedi egyetemről 1949-ben elbocsájtották, 1951-ben idős apjával együtt kitelepítették Újfehértóra, ott apja tragikus körülmények közt meghalt 1952-ben, ifj. Boér Elek sem sokáig bírta a megpróbáltatásokat, 1954-ben önkezével vetett véget életének.

## Köteteiből
- A közigazgatási intézkedések jogereje; Grill, Budapest, 1910
- Amit a háborúnak köszönhetünk; Egyesült Könyvnyomda, Kolozsvár, 1915
- A konjunktura elmélete; előszó Földes Béla; Grill, Budapest, 1927
- Diszkont és pénzelmélet; Grill, Budapest, 1928
- A közgazdaságtan módszervitája a statika és dinamika szempontjából; Első Kecskeméti Nyomda, Kecskemét, 1931
- Keynes konjunktúraelmélete; Légrády Nyomda, Budapest, 1932
- Roosevelt kísérlete; Városi Nyomda, Szeged, 1934 (A m. kir. Ferencz József-Tudományegyetem Barátai Egyesületének jog- és államtudományi szakosztályában tartott előadások)
- A naturál- és reálgazdaság pénzgazdasági jelentőségéről; Athenaeum, Budapest, 1935
- Magyarország helyzete a világgazdaságban. Kecskemét, 1936. 47 p.
- Tőke és tőkeképződés; Városi Nyomda, Szeged, 1937
- Az amerikai kapitalizmus és a monopolisztikus verseny; MTA, Budapest, 1939 (Értekezések a nemzetgazdaságtan és statisztika köréből U. S. 1.6)
- A fogyasztás gazdaságtana és irányítása; Szeged Városi Nyomda, Kecskemét, 1939
- Háborús pénzpolitika 1914-15-ben és 1939-40-ben; s.n., Budapest, 1940
- Schneller Károly Véleményes jelentése Dr. Árkosi Veress Gábor a közlekedéspolitikából egyetemi magántanárrá képesítése végett bemutatott dolgozatairól; Nagy Nyomda, Kolozsvár, 1941
- A verseny és a gazdasági rend; Városi Nyomda, Szeged, 1943
- A közgazdaságtan rendszere és a politika; MTA, Budapest, 1943 (Értekezések a nemzetgazdaságtan és statisztika köréből U. S. 1.8)
- Szabad verseny és politika; Városi Nyomda, Szeged, 1944 (Népszerű közgazdaság)

## Tanulmányai szakfolyóiratokban
- Die Internationalen Goldbewegungen. Weltwirsch. Arch., 1930
- Roosevelt reformpolitikája és a liberalizmus. Társadalomtudomány, 1935
- Die Natural- und Realwirtschaft im Lichte der Geldtheorie. Weltwirsch. Arch., 1936
- Natural- und Realwirtschaftliche Züge in der Staatlichen Finanzwirtschaft. Finanzarch., 1937
- A fogyasztás gazdaságtana és irányítása. Közgazdasági Szemle, 1939

## Társasági tagságai
- Magyar Közgazdasági Társaság választmányi tagja
- Magyar Statisztikai Társasága tagja
- The Econometric Society (New York) tagja